# Erik Abrahamsson

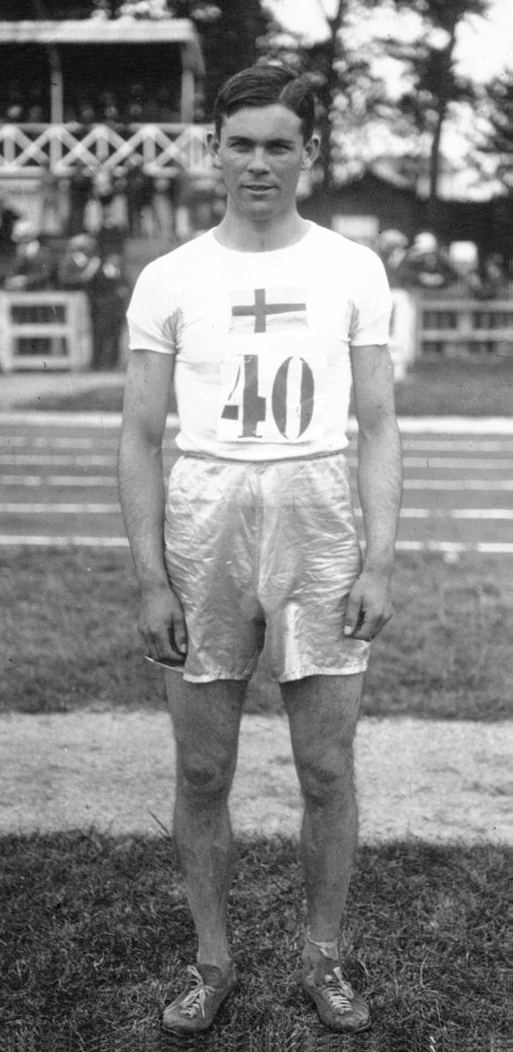
Erik Abrahamsson, 1920

Erik Abrahamsson (Erik Adolf Efraim „Erik Aber“ Abrahamsson; * 28. Januar 1898 in Södertälje; † 19. Mai 1965 ebenda) war ein schwedischer Weitspringer und Eishockeyspieler.

## Leichtathletik
Bei den Olympischen Sommerspielen 1920 in Antwerpen gewann er im Weitsprung mit 7,080 m die Bronzemedaille hinter seinem Landsmann William Petersson (7,150 m) und dem US-Amerikaner Carl Johnson (7,095 m).
Von 1921 bis 1923 wurde er dreimal in Folge schwedischer Meister.

### Bestleistung
Seine persönliche Bestweite von 7,12 m stellte Abrahamsson am 1. Juli 1923 in Göteborg auf.

## Eishockey
Bei der Eishockey-Europameisterschaft 1921 wurde er mit der schwedischen Nationalmannschaft Europameister; einziger Gegner war die Tschechoslowakei. 
1925 regte er in seinem Sportverein Södertälje SK die Gründung einer Eishockey-Abteilung an. Gleich im ersten Jahr wurde er mit dem neuen Team Schwedischer Meister.